# 邦芬体育场
邦芬体育场（葡萄牙語：Estádio do Bonfim）是位于葡萄牙塞图巴尔的一个多功能体育场，是塞图巴尔足球俱乐部的主场。该体育场建于1962年，能够容纳15,497名观众。
体育场的位置优越，位于塞图巴尔市内，距离主要火车站和历史市中心不到 1.0 公里。